# Coelioxys elegantula
Coelioxys elegantula là một loài Hymenoptera trong họ Megachilidae. Loài này được Alfken mô tả khoa học năm 1934.